# 16 anni e incinta
16 anni e incinta (16 and Pregnant) è un programma televisivo prodotto principalmente da Morgan J. Freeman, andato in onda per la prima volta negli Stati Uniti l'11 giugno 2009 sull'emittente statunitense MTV.

## Il programma
Il programma descrive le vicende di ragazze madri incinte dai quattro mesi e mezzo fino ad alcuni mesi di vita del bambino stesso. Il programma è strutturato come un documentario-reality in stagioni nel quale è possibile vedere un quaderno animato che registra i mesi di gravidanza e la crescita del bambino.

## Trasmissione in Italia
In Italia la prima stagione è andata in onda dal 25 novembre 2009, mentre la seconda dal 9 maggio 2010 sul canale MTV Italia.
L'8 dicembre 2009 l'emittente lancia uno spin-off intitolato Teen Mom, il quale descrive nello specifico la crescita del bambino e i cambiamenti della giovane madre.
Nel settembre 2013 MTV lancia il programma televisivo 16 anni e incinta Italia. Protagoniste sei ragazze tra i 15 e i 19 anni provenienti da diverse regioni italiane. A differenza del programma statunitense, ogni ragazza ha due puntate da 40 minuti ciascuna dedicate alla loro storia.

## Struttura delle puntate
Ogni puntata inizia con una breve presentazione del personaggio e della sua gravidanza, osservando il cambiamento della giovane madre e i rapporti con la scuola, gli amici, il lavoro e i familiari fino alla nascita e ai primi 3-4 mesi del bambino. Durante l'episodio è possibile osservare il quaderno personale della madre con tanto di animazioni.

## Puntate
| Stagione         | Puntate | Prima TV USA | Prima TV Italia |
| ---------------- | ------- | ------------ | --------------- |
| Prima stagione   | 6       | 2009         | 2009 - 2010     |
| Seconda stagione | 19      | 2010 - 2011  | 2010 - 2011     |
| Terza stagione   | 10      | 2011         | 2011            |
| Quarta stagione  | 12      | 2012         | 2012            |
| Quinta stagione  | 14      | 2014         |                 |

## Prima stagione Italia
Dal 23 settembre 2013 è andata in onda sul canale MTV il nuovo programma 16 anni e incinta Italia, basandosi sull'ormai consolidato format di Teen Mom. Le protagoniste della prima stagione sono delle ragazze tra i 15 e i 19 anni che stanno diventando mamme, e le partecipanti sono: Gemma Berruto, Chiara Mauri, Sara Geminiani, Fleur Indi Scattolin, Ivonne Nicastro e Carmen Speria.
Per l'edizione italiana la voce fuori campo è la doppiatrice Perla Liberatori.